# Pedras de Tulle
As Pedras de Tulle ou Monumento de Västra Strö (em sueco:  Tullestenarna ou Västra Strömonumentet) são um conjunto de 7 pedras, das quais duas contêm inscrições rúnicas e uma delas uma gravura. Estão datadas para finais do século X – durante a Era Viquingue, e colocadas em Västra Strö, na Escânia,  a 5 km da cidade de Eslöv. Uma das pedras – a DR 334 – contém um pequeno texto onde ocorre a palavra ”víquingue” na expressão ”i vikingu” (i : uikiku), isto é "em viquingue", ou seja "em expedição víquingue".
 

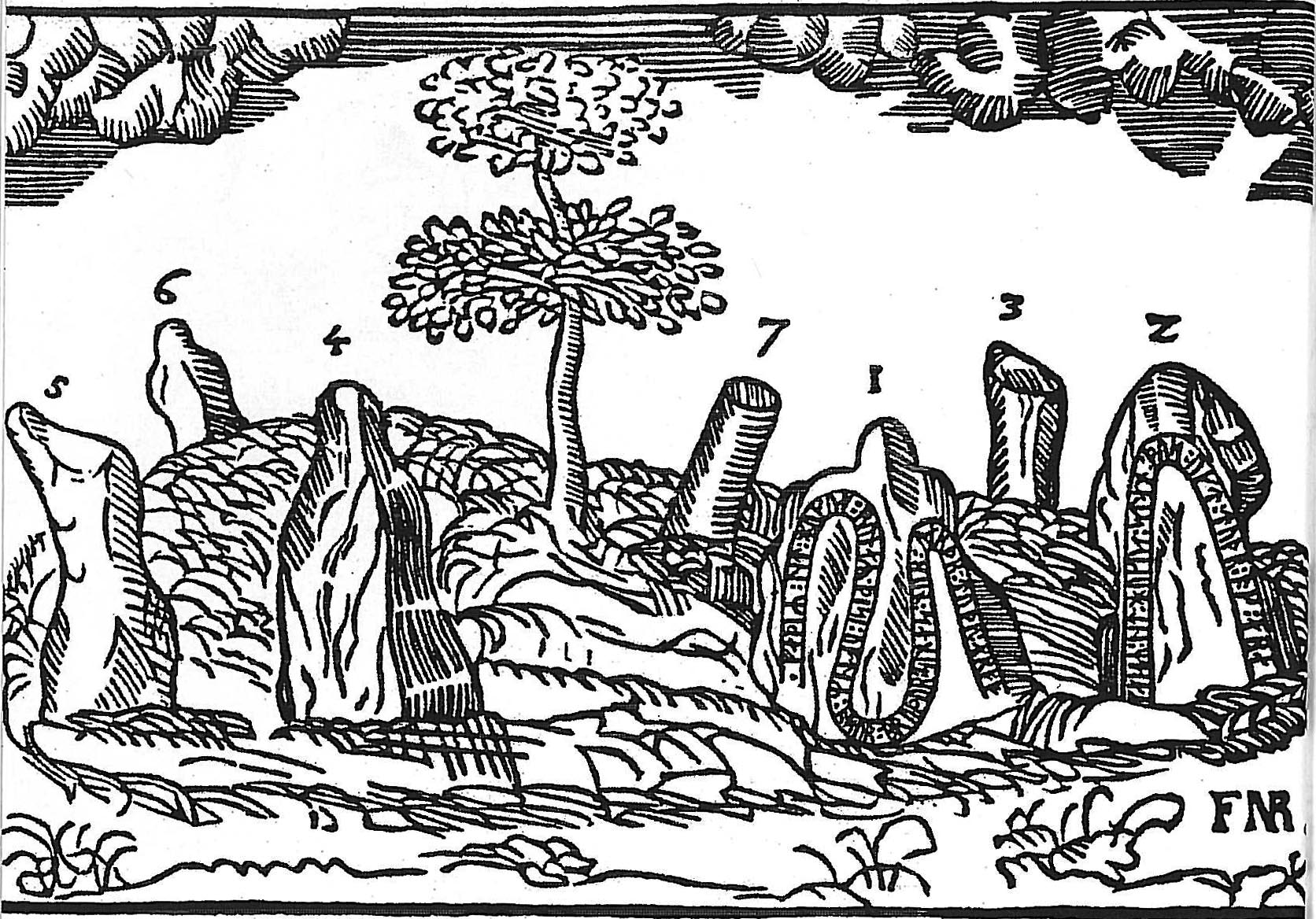
O Monumento de Västra Strö (As Pedras de Tulle) numa imagem do século XVII
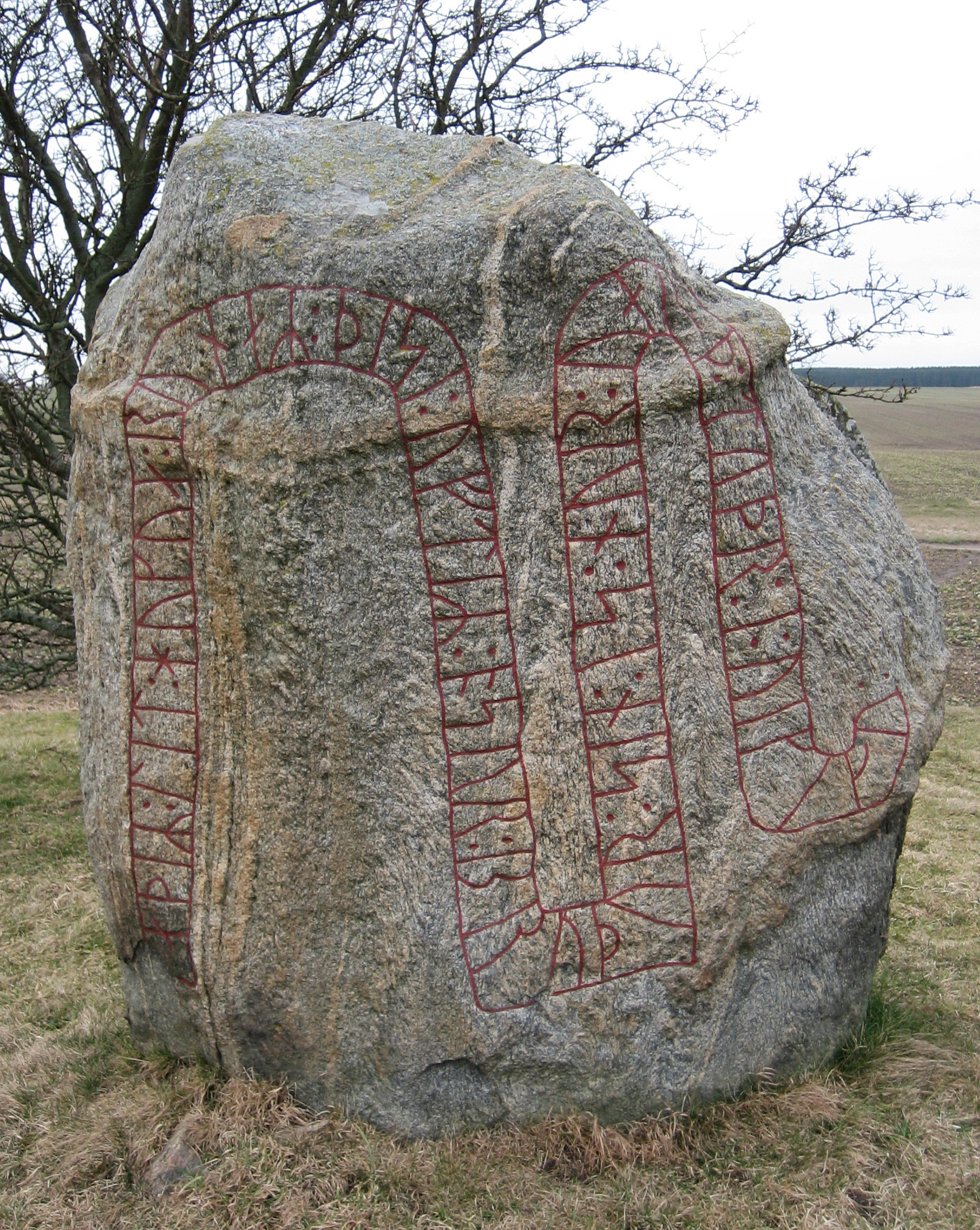
A pedra DR 334
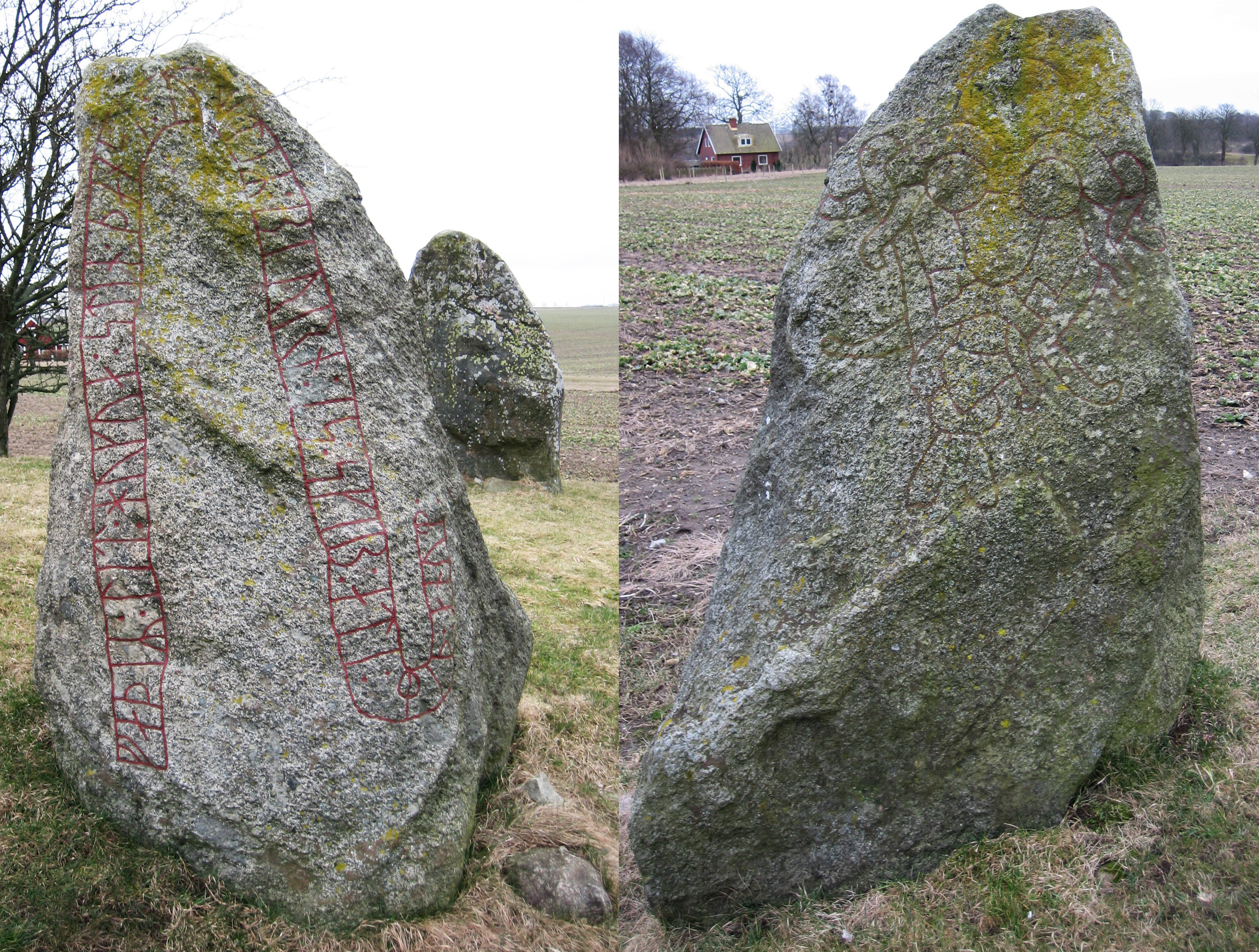
A pedra DR 335